# 有线电视新闻网

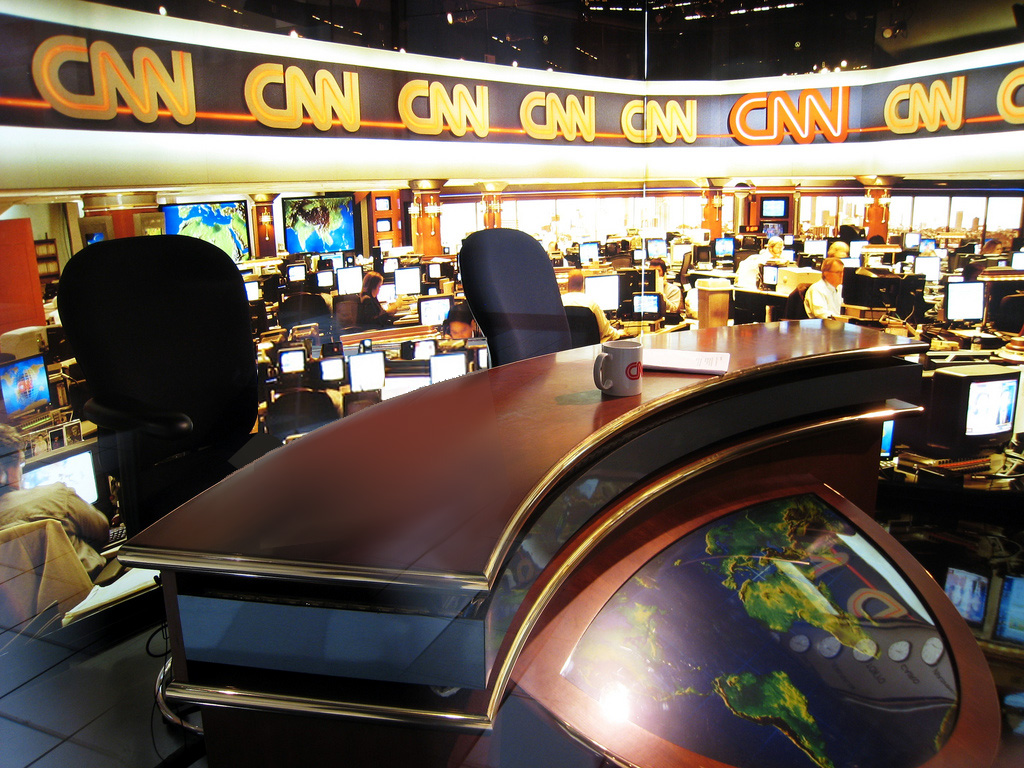
播報攝影棚

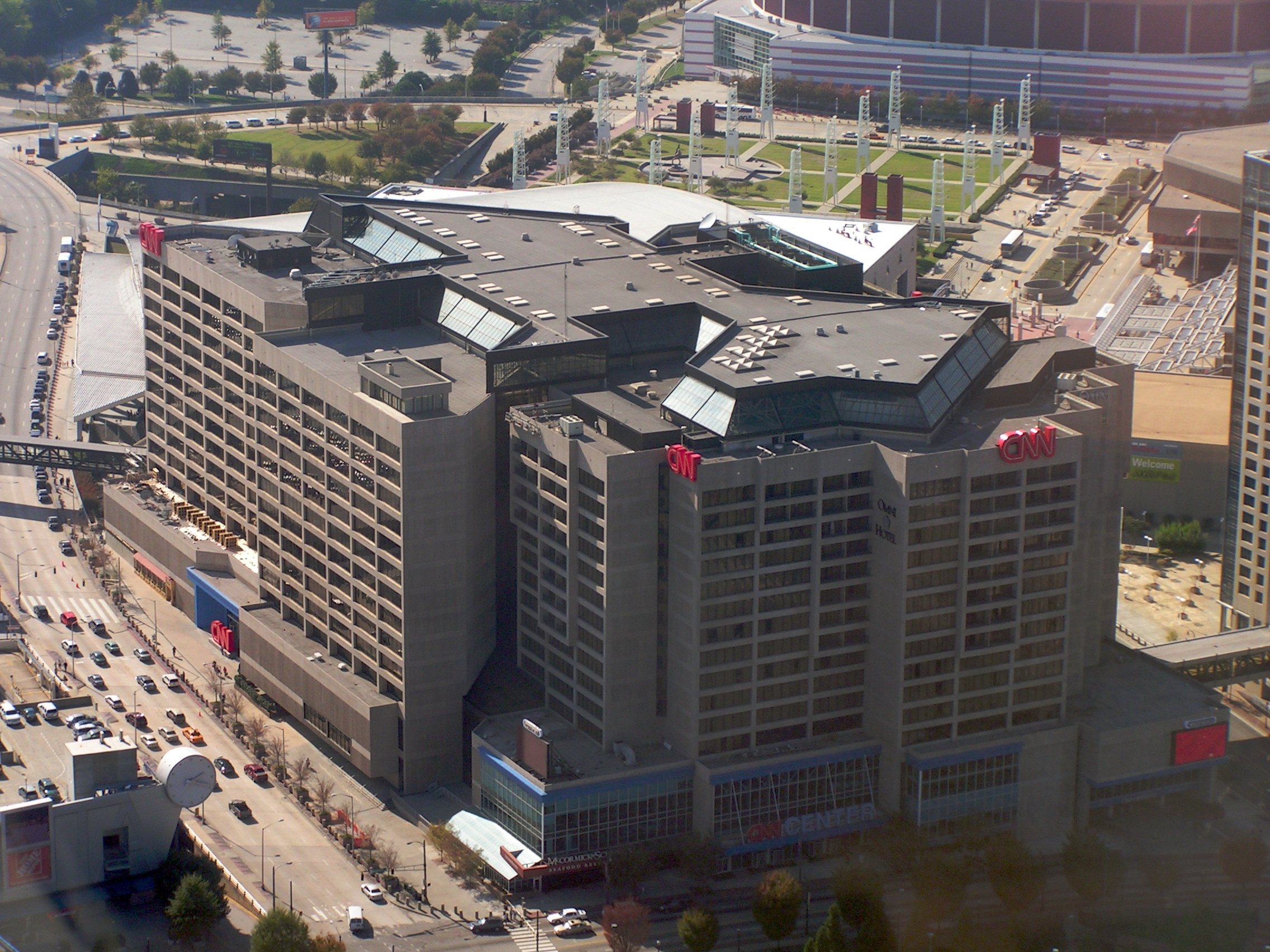
CNN中心

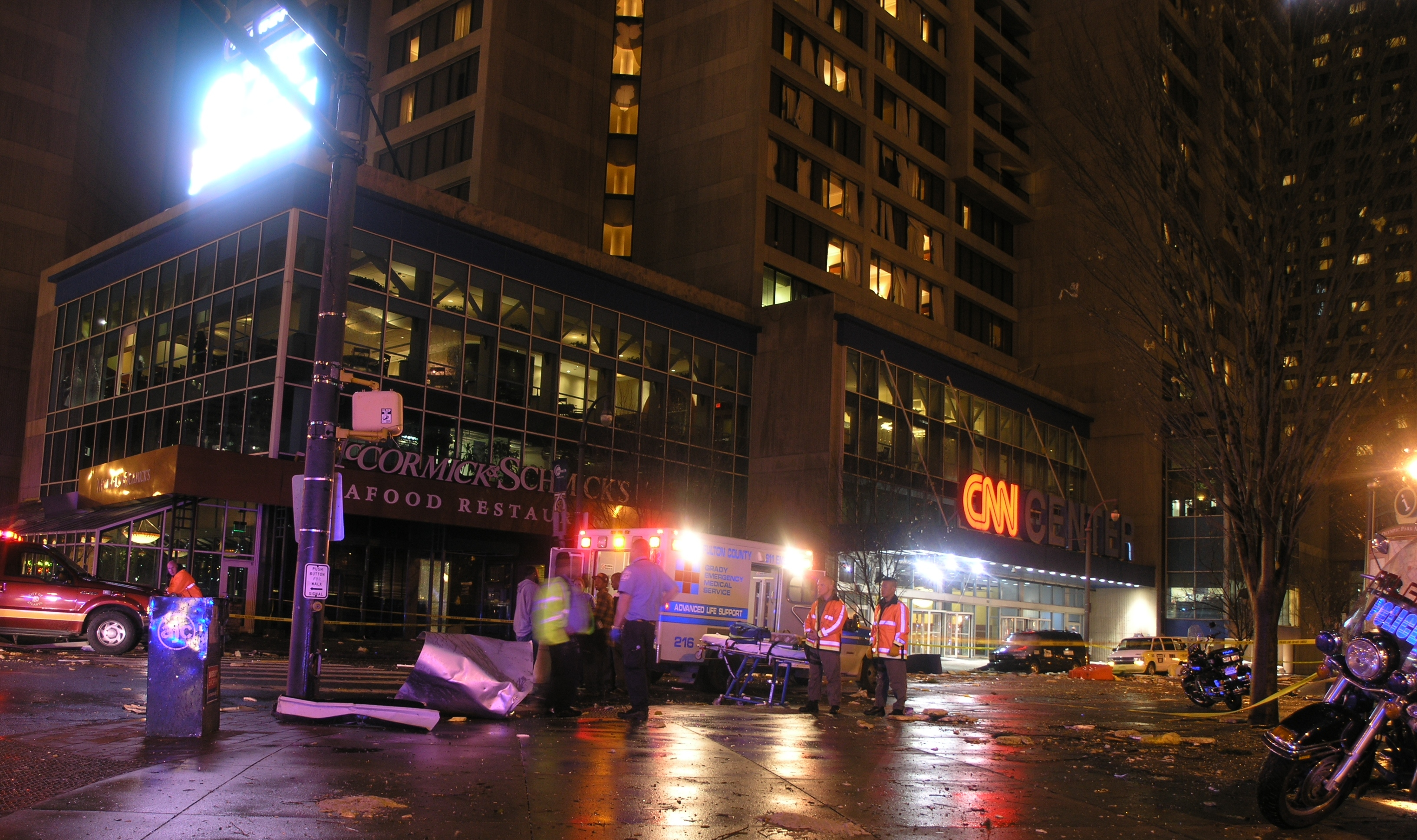
大門

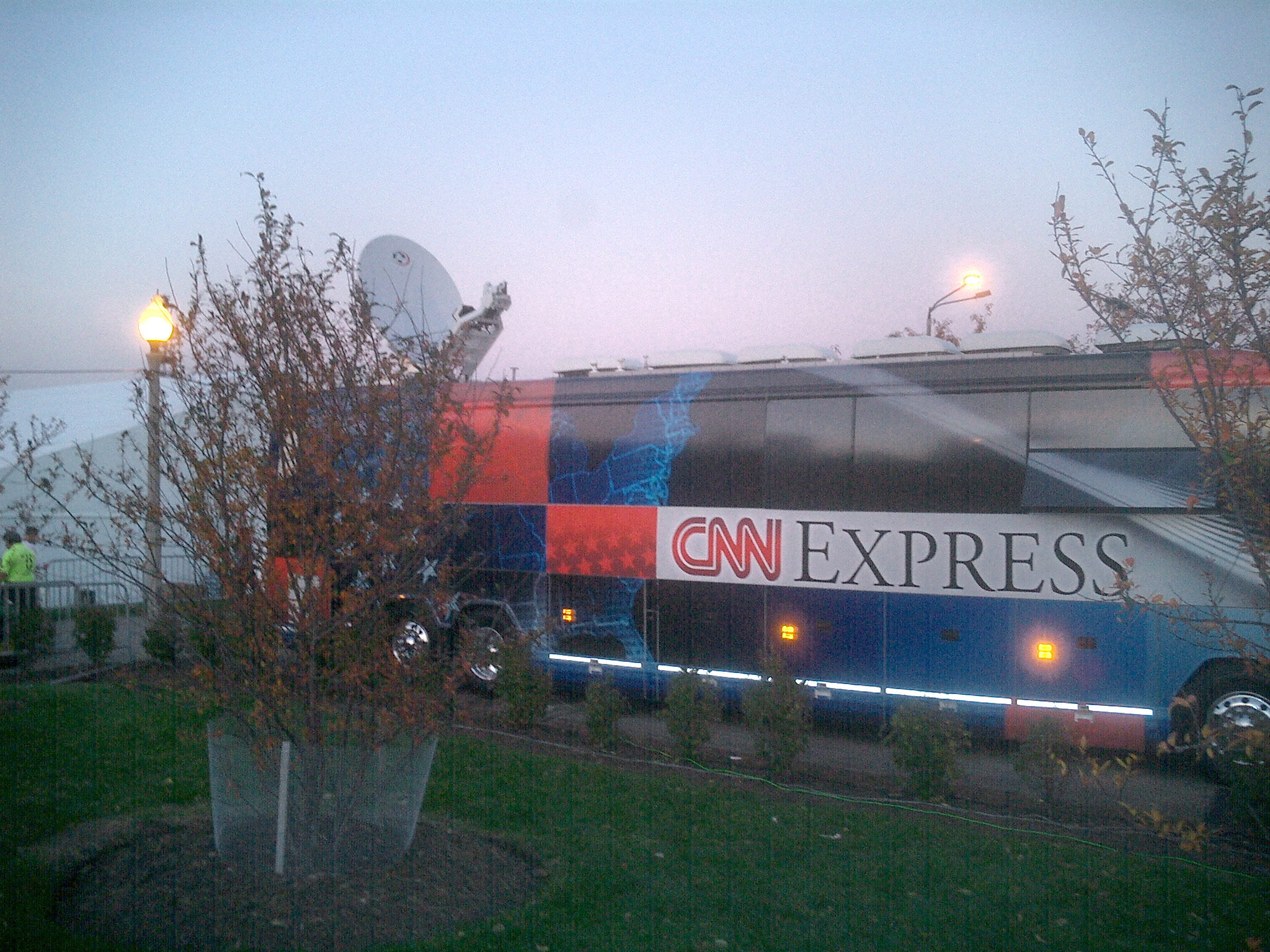
轉播車

有線電視新聞網（英語：Cable News Network），英語縮寫及通稱「CNN」，是美国一個透過有线电视與衛星電視播出的新聞頻道，由泰德·透納于1980年创办，最初由透納廣播公司經營，現隸屬华纳兄弟探索旗下。對全世界播出，CNN总部和主要播報室位于美国喬治亞州的亚特兰大。CNN還運營有頭條新聞台。
CNN分為在美國和加拿大播出的 CNN/U.S.，頻道專注於美國新聞和新聞評論；以及面向全球播出的 CNN International，頻道專注世界新聞報導。兩個頻道會並機播出部分黃金時段節目，在發生突發新聞時亦會並機直播。
CNN以現場直播重大新聞以及對新聞的深入性和戲劇性報導而聞名。据尼尔森公司统计，截至2018年9月，CNN在美國有9010萬電視用戶為訂閱者（佔了有線家庭的97.7%）。其在美國的收視人數遜於競爭對手福克斯新聞頻道和MSNBC，在有線電視新聞頻道中排行第三位。

## 历史

### 早年歷史
有線電視新聞網（CNN）於北美東部時區1980年6月1日下午6點整開播，开播时播放了预录的泰德·特纳致辞以及美国国歌《星条旗》，随后由戴夫·沃克（Dave Walker）和洛伊丝·哈特（Lois Hart）这对“夫妻档”主播播报新闻。CNN是全球第一家全天候播报新闻的电视台，1980年6月1日开办于亞特蘭大。CNN源于美国电视新闻界的传奇人物泰德·透納（Ted Turner）的构想。在电视发展的早期阶段，电视新闻只是个可有可无的点缀，美国三大广播公司的晚间新闻只有15分钟，直到1960年后才增加为30分钟。特纳却认为应该创办一家新闻台，将世界各地发生的种种新闻及时地、源源不断地呈现在观众面前。于是，CNN抢先在全球推出一周七天、每天24小时的滚动新闻。CNN開播期間，僱用了前該頻道前200名員工的大部分人員，包括其第一位新聞主播伯納·蕭。
从1980年6月1日开播以来，CNN已经发展成为15个有线和卫星电视频道网络（如CNN头条新闻和CNN财经），12个网站，2个当地电视网络（如CNN机场网络）和2个广播网络的大型新闻机构。CNN在全球还拥有多个地区和外语频道。CNN在1995年8月30日启动了自己的新闻网站：CNN.com，被称作是互联网上第一个新闻网站。該公司擁有42個局（分別是11個國際局和31個國內局），超過900個附屬本地電台（它們還透過CNN新聞來源接收新聞和特色內容），以及幾個區域和外語網路世界各地。該頻道的成功使創始人泰德·透納成為真正的大人物，並為時代華納集團於1996年最終在透納廣播公司收購奠定了基礎。
1981年，CNN率先在电视上报道美國總統罗纳德·里根遇刺事件，引起轰动。
它伴隨頻道CNN2於1982年1月1日開播，並以1天24小時30分鐘的新聞廣播週期為特色。該頻道後來被稱為CNN頭條新聞，現在簡稱為HLN，最後將重點放在原況新聞報導上，並在傍晚和黃金時段播出基於個性的節目。
1995年，时代华纳并购CNN所属的透納廣播公司，使时代华纳成为当时全球最大的媒体集团。

### 重要事件

#### 海灣戰爭
由於無法立即播出現場圖片，CNN報導了海灣戰爭的幾個小時，並與傳奇的CBS主播令人抓狂的現場廣播報導並論。儘管缺少實時圖片，但CNN的報導仍由世界各地的電視台和網絡進行，導致CNN在全球超過10億的觀眾中被收看。
海灣戰爭使CNN的一些記者家喻戶曉。包括當時的五角大樓通訊員沃爾夫·布利澤和國際通訊員克里斯蒂安·阿曼普。時代華納旗下的姊妹電視台HBO後來製作了一部電影《巴格達的實況》，講述了CNN對第一次海灣戰爭的報導。
由於第一次海灣戰爭和1990年代初的其他危機的報導，五角大樓的官員們用“ CNN效應”一詞來描述實時的24小時新聞報導對美國政府的決策過程。
在1991年海灣戰爭中，CNN的國際知名度得到繼續提升，他們關於戰爭的現場報導吸引了全世界的目光。

#### 九一一襲擊事件
2001年，CNN於2001年9月11日上午8時49分開始現場直播九一一襲擊事件世界貿易中心遇襲情況，是全世界第一個報導九一一恐怖襲擊事件的新聞媒體。主持人Carol Lin於當日東部時間上午8:49報道：
|  | 您正在看的是那裡很明顯的實況鏡頭。那就是世界貿易中心，今天早晨我們還沒有證實有報導說一架飛機墜毀在世界貿易中心的一幢樓。現在，CNN中心試圖弄清楚到底發生了什麼。這是世界貿易中心其中一塔的圖片。 |

達林·卡根和萊昂·哈里斯在美國東部時間上午9:00報道，第二架飛機撞上了世貿中心北塔。在接受CNN記者戴維·恩索爾的採訪報導時，美國官員決定宣佈這是恐怖行為。亞倫·布朗布朗剛從ABC加入CNN，擔任突發新聞主播。CNN已將當天大部分節目存檔分為五個部分，並另外提供了概述。

#### 2008年總統選舉
在2008年美國總統選舉之前，CNN大量報導政治新聞，包括在民主黨和共和黨初選期間主辦候選人辯論。2007年6月3日至5日，CNN與聖安塞姆學院合作贊助新罕布什爾州共和黨和民主黨辯論。那年晚些時候，該頻道舉辦了第一次CNN/YouTube總統辯論，這是一種非傳統形式，邀請觀眾通過YouTube視頻共享服務在互聯網上預先提交問題。2008年，CNN與《洛杉磯時報》合作舉辦了兩次主要辯論，導致其對超級星期二的強勢報導。CNN的辯論和選舉之夜報導獲得了年度最高收視率，2008年1月的平均收視人數為110萬，比前一年增加了41%。

#### 2016年總統選舉
在當年美國總統選舉現場報導的推動下，2016年是CNN歷史上收視率最高的一年。在整個競選過程中，該網絡播出了許多特朗普競選集會的直播。共和黨候選人馬可·魯比歐、傑布·布什和泰德·克魯茲的陣營指責CNN總裁傑夫·扎克在共和黨初選中削弱他們的候選人。選舉結束後，扎克承認舉辦如此多的競選集會是一個錯誤。CNN還在選舉期間聘請前特朗普競選經理科里·萊萬多夫斯基而受到批評，因為他仍在競選活動中工作並獲得報酬。

### 川普總統任期，AT&T所有權
唐納·川普的總統任期導致了許多涉及CNN的重大爭議。 批評者指責該網向唐納·川普和民主黨候選人希拉蕊·克林頓提供了不成比例的報導。CNN總裁傑夫·扎克為CNN辯護，並評論說，在共和黨候選人中，川普是最願意接受直播採訪的。川普在2017年保守政治行動會議（CPAC）上的演講中對這些指控發表評論，開玩笑地將CNN稱為“克林頓新聞網”。
2017年1月，CNN報導川普聽取了一份機密檔案的簡報，其中詳細介紹據稱由俄羅斯政府獲得的個人和財務信息。雖然 CNN沒有公佈檔案，但川普在第二天的新聞發布會上批評了該網，並拒絕接受CNN記者吉姆·阿寇斯塔的提問，聲稱該網是“假新聞”。2017年6月26日，CNN調查記者 Thomas Frank、艾瑞克·利希布勞和 Lex Haris 在該網撤回了一篇錯誤地將川普助手安東尼·斯卡拉姆齊與一個100億美元的俄羅斯投資基金聯繫起來的線上文章後自願辭職。該網向斯卡拉姆齊道歉，並承認網絡故事不符合他們的編輯標準。扎克回應強調，當涉及到有關川普的任何未來故事時，該網需要“打無失誤球”。
2017年6月，以艾米·克羅布徹為首的一群民主黨參議員發出信息請求，指控川普政府計劃在批准其母公司時代華納由AT&T併購的提案過程中，利用CNN作為“政治利益槓桿”，該併購案於2016年10月首次宣布。《每日電訊報》報導稱，政府特別尋求解除傑夫·扎克的CNN總裁職務。儘管川普在總統競選期間承諾完全阻止這項收購，但川普的過渡團隊後來表示，政府計劃在不帶偏見的情況下評估這項交易。
2017年11月9日，監督組織「保護民主」起訴了美國司法部，以尋求有關川普政府是否“不當干預司法部對AT&T與時代華納合併的審查，或基於總統個人不喜歡CNN受保護的言論而在這個事項上採取行動”。 該組織曾就這些細節發出《信息自由法》要求，但該司法部沒有回應。2017年11月20日，美國司法部就此次併購提起反壟斷訴訟。

### 2018年至今：在華納媒體旗下
在美國哥倫比亞特區聯邦地區法院法官理查德·J·利昂在訴訟中裁定AT&T勝訴後，AT&T於2018年6月14日完成對時代華納的收購，並將公司更名為華納媒體。
2019年3月，華納媒體宣布重組，有效解散特納廣播，CNN成為新的華納媒體新聞與體育部門的一部分。傑夫·扎克被任命為新部門的負責人，該部門將透納體育和AT&T體育網 地區性體育網納入其職權範圍。
2019年5月6日，CNN開始在哈德遜城市廣場30號的新演播室播放節目，該演播室接替時代華納中心成為廣播公司的曼哈頓總部，並將國際新聞納入該節目。同時，2019年5月底，CNN國際宣布將減少其在倫敦的節目和員工以降低成本，理由是每年損失達1000萬美元。
2020年5月29日，CNN中心因四天前明尼蘇達州明尼亞波利斯的喬治·佛洛伊德謀殺案而成為騷亂現場。騷亂者破壞了大樓前面的CNN標誌，打碎了玻璃窗，向警察投擲物品，並損壞亞特蘭大警察局的車輛，然後進入大樓破壞內部的一些部分。
在特朗普離任美國總統後，根據尼爾森媒體研究，CNN的黃金時段收看人數在5個星期內下跌了45%。

## 评价与影响
有学者认为，CNN之类的电视新闻，在追求及时、逼真与现场感时，淡化了与娱乐的界限，往往缺乏事实与事实的联系与意义，使之看上去像没完没了的情景喜剧。称之肤浅琐碎，只有“一英里宽，一英尺深”，一道“栩栩如生的墙纸”。
由于遭到了很多关于「太美国中心」的指责，以及来自BBC、天空新闻台和半島電視台的竞争，CNN国际现在为世界不同地区提供不同的新闻。CNN在世界各地的分部和新闻中心也聘请了很多当地记者，以确保能从当地本土與国际的观点来报导新闻。CNN在市场份额與收視率方面跟福克斯新闻台不相上下，是美国主要的新闻频道。。

## 經營團隊
- 傑夫·扎克（英语：Jeff Zucker）（董事長，華納媒體新聞與體育；總裁，CNN全球）
- 布拉德·費雷爾（EVP/CFO，華納媒體新聞與體育）
- 肯·賈茲（英语：Ken Jautz）（EVP，CNN全球）
- 安德魯·摩斯（EVP/數位長）
- 麥可·巴斯（程式EVP，CNN美國）

## 分部

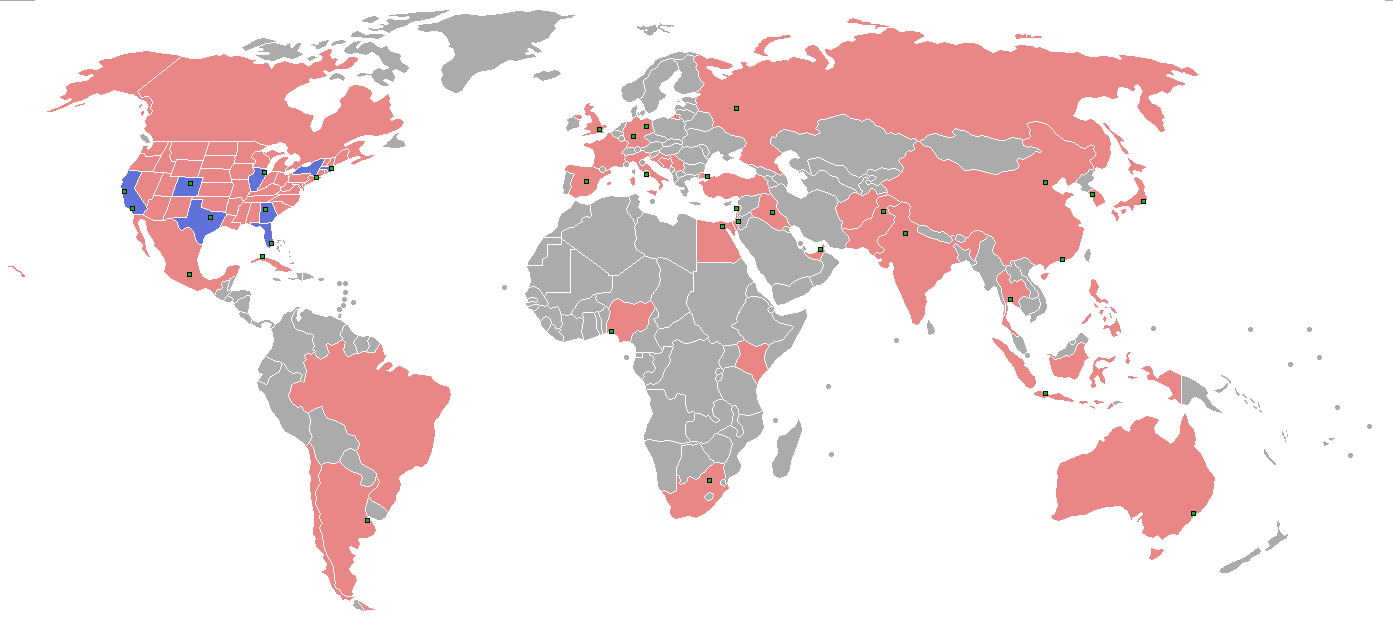
CNN分部位置图示

截至2023年8月，CNN在以下城市设有制作中心、编辑部或办公室：
备注： 标示*的分部是在CNN成立的时候已经成立。

### 美国
| 區域 | 地點                                                          |
| ---- | ------------------------------------------------------------- |
| 西岸 | 洛杉磯*、三藩市*                                              |
| 中部 | 芝加哥*、達拉斯*、丹佛、休斯敦                                |
| 東岸 | 亞特蘭大（总部）*、夏洛特、邁阿密、紐約市*、費城、華盛頓特區* |

### 全球
| 區域     | 地點                                                                                              |
| -------- | ------------------------------------------------------------------------------------------------- |
| 歐洲     | 英国伦敦（欧洲制作中心）、 法國巴黎、 德国柏林、 義大利罗马、 俄羅斯莫斯科                        |
| 亞太     | 香港（亚太制作中心）、 臺灣台北、 中国大陆北京、 首尔、 印度新德里、 日本东京、 巴基斯坦伊斯兰堡  |
| 中東     | 阿联酋阿布扎比（中东制作中心）/迪拜、 黎巴嫩贝鲁特、 埃及开罗、 土耳其伊斯坦布尔、 以色列耶路撒冷 |
| 非洲     | 南非约翰内斯堡、 奈及利亞拉各斯、 内罗毕                                                          |
| 中南美洲 | 古巴哈瓦那、 墨西哥墨西哥城、 委內瑞拉卡拉卡斯、 阿根廷布宜諾斯艾利斯                             |

## CNN與漢語世界
2010年12月初，CNN的官方网站在中国大陆遭到屏蔽，2010年12月17日重新恢复访问，之后仍有访问受限的报告。
目前中華人民共和國可通過亞太VI號衛星上的中國境外衛星電視統一平臺接收到CNN國際頻道，中華人民共和國部分地區的電視臺提供付費的CNN轉播服務，但只接受境外人士申請。其中深圳數位電視轉播CNN的收費為25元人民币／月。
CNN在中國的三星級以上酒店和政府指定的居住区可以落地。但如果遇到不利於中華人民共和國的新聞時，通常會遭遇官方的“黑畫面”處理。
由於CNN亞太總部正是位於香港，加上CNN國際頻道每天有三分之一的時間由這裡製播節目，這大大方便了CNN向世界展現他們眼中的中國。近年CNN大幅增加投放大中華區新聞的資源，現在CNN國際頻道幾乎每一節新聞都有來自駐大中華區記者的報導；然而，部分報道，特別是涉及中國政府高層及政策的新聞，曾因為被指由持親中國政府背景的記者撰寫而引起「和諧」負面內容的嫌疑。
在台灣，當地媒體較重視美國媒體有關台灣的新聞報導，並節錄、引用這些報導的畫面及表述，而其旗下的CNN國際頻道，便是當地常見引用的主流媒體之一。

## 電視畫面
CNN的電視畫面，標題上方顯示「突發新聞（Breaking News）」字樣、新聞標題、新聞節目名稱，而人名及身分會單獨顯示。標題右方顯示CNN台標，字樣顯示在CNN台標下方，目前時間（分為格林尼治平均時間、美東時間及太平洋時間）及財經資訊會顯示在左下角。左上角顯示城市及時間或警告，右上角顯示城市及時間或畫面翻攝。